# Lefaux
Lefaux település Franciaországban, Pas-de-Calais megyében. Lakosainak száma 222 fő (2022. január 1.). Lefaux Widehem, Étaples, Camiers és Frencq községekkel határos.

## Népesség
A település népességének változása:
| Lakosok száma | 181  | 307  | 295  | 331  | 237  | 210  | 283  | 263  | 238  | 222  |
|               | 1793 | 1836 | 1866 | 1891 | 1926 | 1962 | 2006 | 2011 | 2017 | 2022 |